# Heliophilodae
Heliophilodae, novi nadtribus krstašica, dio potporodice Brassicoideae, red Brassicales
Tip: Heliophila L.
Opis: Trihoma nema ili je jednostavan, rijetko razgranat; višestanične žlijezde odsutne. Listovi uglavnom nisu ili su malo razdijeljeni, rijetko jako razdijeljeni do složenih, obično bez uška pri dnu. Bazni brojevi su različiti zbog post-poliploidne diploidizacije – 12 plemena nastalo je duplikacijom cijelog genoma (nedostaju podaci za Hillielleae).
Distribucija: Dobro zastupljen u obje hemisfere; Euroazija (uglavnom J.Z. Azija & J. Europa), sjeverna Tropska & južna Afrika, Srednja i Južna Amerika, Novi Zeland.

## Plemena
1. Supertribus Heliophilodae D.A.German et al., supertrib. nov.
  1. Tribus Anastaticeae DC.
    1. Farsetia Turra (27 spp.)
    2. Lobularia Desv. (4 spp.)
    3. Diceratella Boiss. (9 spp.)
    4. Lachnocapsa Balf. fil. (1 sp.)
    5. Morettia DC. (4 spp.)
    6. Parolinia Webb (7 spp.)
    7. Anastatica L. (1 sp.)
    8. Notoceras W. T. Aiton (1 sp.)
    9. Eremobium Boiss. (1 sp.)
    10. Cithareloma Bunge (2 spp.)

  2. Tribus Asteae Warwick et al.
    1. Asta Klotzsch ex O. E. Schulz (1 sp.)

  3. Tribus Scoliaxoneae Warwick et al.
    1. Scoliaxon Payson (1 sp.)

  4. Tribus Biscutelleae Dumort.
    1. Biscutella L. (44 spp.)
    2. Megadenia Maxim. (1 sp.)
    3. Ricotia L. (10 spp.)
    4. Heldreichia Boiss. (1 sp.)
    5. Lunaria L. (3 spp.)

  5. Tribus Chamireae Sond.
    1. Chamira Thunb. (1 sp.)

  6. Tribus Cremolobeae R. Br.
    1. Aimara Salariato & Al-Shehbaz (1 sp.)
    2. Cremolobus DC. (5 spp.)
    3. Yunkia Salariato & Al-Shehbaz (2 spp.)
    4. Menonvillea W. T. Aiton ex DC. (24 spp.)

  7. Tribus Eudemeae Warwick et al.
    1. Xerodraba Skottsb. (6 spp.)
    2. Onuris Phil. (4 spp.)
    3. Alshehbazia Salariato & Zuloaga (3 spp.)
    4. Aschersoniodoxa Gilg & Muschl. (3 spp.)
    5. Gongylis Theophr. ex Molinari & Sánchez Och. (1 sp.)
    6. Brayopsis Gilg & Muschl. (9 spp.)
    7. Dactylocardamum Al-Shehbaz (2 spp.)
    8. Eudema Humb. & Bonpl. (5 spp.)
    9. Petroravenia Al-Shehbaz (1 sp.)

  8. Tribus Heliophileae DC.
    1. Heliophila Burm. fil. ex L. (95 spp.)

  9. Tribus Hillielleae H.L. Chen et al.
  10. Tribus Iberideae Webb & Berthel.
    1. Iberis L. (29 spp.)
    2. Teesdalia W. T. Aiton (3 spp.)

  11. Tribus Megacarpaeeae Kamelin ex D. A. German
    1. Pugionium Gaertn. (3 spp.)
    2. Megacarpaea DC. (9 spp.)

  12. Tribus Notothlaspideae Warwick et al.
    1. Notothlaspi Hook. fil. (3 spp.)

  13. Tribus Schizopetaleae W. T. Aiton ex Barnéoud
    1. Mathewsia Hook. & Arn. (6 spp.)
    2. Machaerophorus Schltdl. (3 spp.)
    3. Atacama <small>Toro, Mort & Al-Shehbaz (1 sp.)
    4. Schizopetalon Sims (11 spp.)

  14. Tribus Subularieae DC.
    1. Subularia L. (2 spp.)
    2. Idahoa A. Nelson & J. F. Macbr. (1 sp.)